# کوه هوامپونی
کوه هوامپونی (به اسپانیایی: Huampuni) یک کوه در پرو است که در Peru, Cusco Region واقع شده‌است. کوه هوامپونی ۵٬۲۴۸ متر بالاتر از سطح دریا واقع شده‌است.